# Boven-Rotliegend Groep
De Boven-Rotliegend Groep (sic) is een groep gesteentelagen in de ondergrond van het noordwesten van Europa. Zoals de naam suggereert is het de bovenste van twee groepen. Deze tweedeling van het Rotliegend komt uit de Duitse stratigrafie en is ook in omringende landen in gebruik. Het Rotliegend werd tijdens het Perm afgezet in twee grote sedimentatiebekkens die zich uitstrekten van Engeland tot Polen. Het middelpunt van deze bekkens lag ter hoogte van de zuidelijke Noordzee, waar een groot endoreïsch zoutmeer lag. De Boven-Rotliegend Groep bestaat in het midden van de bekkens uit een afwisseling van lagen kleisteen en steenzout. Aan de randen komen meer klastische sedimenten voor, zoals roodgekleurde zandsteen en siltsteen.
De tweedeling van het Rotliegend komt overeen met de tektonische evolutie van de bekkens. Het Onder-Rotliegend is afgezet in lokale bekkens en vertegenwoordigt de eerste fase van bekkenvorming na de Hercynische orogenese. Deze groep heeft daarom een gefragmenteerde verspreiding. Het Boven-Rotliegend is over een veel groter aaneengesloten gebied verspreid en ontstond in de periode waarin het bekken een groot aaneengesloten gebied was geworden.
In de Nederlandse indeling bestaat de Boven-Rotliegend Groep uit twee formaties: de Formatie van Slochteren, die vrijwel overal in Nederland in de ondergrond voorkomt, en de Silverpit Formatie, die alleen in de provincies Friesland en Groningen en onder de Noordzee te vinden is. De oudste van de twee, de Formatie van Slochteren, bestaat uit fluviatiele en eolische conglomeraten, zanden en kleien. Ze ontstond in de spoelvlaktes van rivieren, zandduinen (in een woestijn) en sabkha's, die kenmerkend waren voor de randen van het bekken. De deels gelijktijdig gevormde, deels jongere Silverpit Formatie bestaat uit een afwisseling van anhydritische kleilagen met inschakelingen van steenzout. Deze formatie werd afgezet in de zoutvlaktes en zoutmeren die in het midden van het Zuidelijke Permbekken lagen.
De basis van de Boven-Rotliegend Groep is overal een discordantie. Op enkele plekken ligt ze op de Emmen Vulkanieten van de Onder-Rotliegend Groep, maar deze zijn in grote delen van Nederland afwezig. In plaats daarvan kan het Boven-Rotliegend ook direct op het Carboon liggen. In de Nederlandse indeling is het bovenste Carboon de Limburg Groep. Het contact tussen het Carboon en het Rotliegend is de Saalische Discordantie, die de Hercynische orogenese vertegenwoordigt. Boven op de Boven-Rotliegend Groep ligt de Zechstein Groep.